# 토머스 셰퍼드 (1605년)
토마스 셰퍼드(Thomas Shepard, 1605년 -1649년)는 17세기 뉴잉글랜드의 1세대 대표적인 목회자로 그는 복음주의자 목사로 불릴 정도로 회심을 시키는 설교로 유명하였다. 또한 그가 남긴 자서전은 자신의 구원의 성찰에 대한 많은 정보를 줌으로써 청교도 초기 연구의 기초 자료로 쓰인다.
조나단 에드워즈는 다른 작가들보다 셰퍼드의 작품을 더 많이 인용했으며, 주로 열처녀의 비유라는 작품에 의존했다. 모든 작가들에게서 인용한 132개의 인용문 가운데, 75개가 셰퍼드의 것이었다.
페리 밀러는 그의 저서인 광야로의 심부름에서 셰파드의 글들을 대거 인용하였으며, 그의 신학이 뉴잉글랜드에 상당히 영향을 끼쳤음을 기술하였다.

## 생애
1637년 토마스 후커의 딸 조애나 후커와 결혼을 하고 네 명의 자녀를 낳았으나 두 명만 살아 남았다.
영국의 노스햄턴 현에서 태어나 1635년에 미국으로 이주했다. 임마누엘 칼리지 (케임브리지 대학교)에서 수학했다. 존 프레스톤의 설교를 듣고 회심했다. 그는 무엇보다도 조너선 에드워즈에게 영향을 미쳤다.

## 회심론[2]
1. 깨달음(Conviction)
2. 통회(Compunction)
3. 겸비(Humiliation)
4. 믿음(Faith)

페리 밀러는 셰퍼드가 갖는 은혜에 대한 신뢰할 만한 정보를 찾기 위해 애씀이 은혜 언약 개념의 지성적 기초가 되며 이것이 바로 '기독신학의 전체역사와 구조의 기초'라고 불렀다.

## 설교
- 금식 설교(1645년): 잉글랜드의 실패에 대하여 정죄하였고, 뉴잉글랜드의 분열과 이탈을 비판하며 영적매춘을 하는 세상을 갈망하는 일반적 경향에 대하여 일갈하였으며 이것이 바로 하나님의 진노를 가져왔다고 하였다.[4]

## 저서
- God's Plot: Spirituality in Thomas Shepard's Cambridge, 마이클 맥기퍼트, ISBN-13: 978-0870239267 : 그의 저널은 그가 목회자로써 가지는 개인적인 갈등을 적나라하게 묘사한다.[5] 그는 그 자신의 영혼의 구원의 과정에 대하여 자세히 기술한다. 그는 그리스도의 사랑과 온유함을 닮아가는 데 실패 한것 뿐만 아니라, 잘못된 이유로 선을 행하려는 자각애 대하여 탄식한다. 믿음은 순종을 요구하며, 순종은 반드시 감사함의 표현으로 나와야 한다. 그는 그의 마음의 위선을 적나라하게 발견했고, 그의 사역에 대한 영광을 하나님과 그의 자신이 나눠서 가지려는 것을 발견하였다. 그가 너무나도 쉽게 자만으로 가득차게 됨을 알 수 있었다.
- The Parable of the Ten Virgins (Kindle, Titus Books) 총 2개의 부분으로 구성되어 있고 1부에는 22개의 장으로 2부에는 19개의 장으로 되어 있다. 1부에는 이 비유의 개관을 설명하고(1), 하나님의 가시적 교회(2), 그리스도의 재림과 고백자들의 안전(3), 그리스도와 교제를 즐거워하는 영혼들은 다른 우상들 특히 육욕과 율법주의로부터 떠나야 함(4), 영혼이 욕정 또는 피조물과 연합되거나 사랑에 빠져 있는 지, 율법에 빠져 있는지 아는 표지와 징표(5), 그리스도를 사랑하도록 만드는 동기와 논증들(6), 사람에게 영적인 일을 할 수 있는 어떠한 힘이 없음, 모든 것을 그리스도로부터 받아야 함(7) 이 비유만으로 4년을 설교한 그는 그리스도의 사랑 때문에 항상 깨어있는 삶을 강조한다. 그리스도를 앙망하며 깨어있는 생활, 사모하는 생활 그리고 기다리는 생활이 생명이다. 첫째는 기름(성령을 의미)을 준비해야 하며 둘째는 주를 아는 일에 힘써야 한다.[6]
- The Sincere Convert and the Sound Believer: 뉴잉글랜드에서 가장 자주 출판된 설교집으로 죄와 구원하는 믿음과 참된 순종으로 나뉘어 3단계의 회심의 과정을 소개햐였다.
- These Sabbaticae

## 같이 보기
- 17세기 뉴잉글랜드의 지성
- 토머스 후커
- 존 프레스톤
- 조나단 에드워즈
- 피터 벌클리